# Vladimír Linka
Vladimír Linka (* 23. května 1912 Malá Skála – 9. dubna 1976 Turnov) byl rytec skla, sochař, šperkař a pedagog šperkařské školy v Turnově a Střední uměleckoprůmyslové školy sklářské v Železném Brodě.

## Život
Vladimír Linka se narodil 23. května 1912 v Malé Skále v rodině domácího dělníka-malíře kostelních obrazů pro firmu J. Pilze v Rychnově. Vladimír absolvoval měšťanskou školu a jednoroční učební kurs v Turnově a v letech 1927–1930 se učil malbě u svého otce. Do roku 1933 pak spolu s ním pracoval pro firmu J. Pilze. V letech 1933–1936 studoval rytí skla na odborné sklářsko-obchodní škole v Železném Brodě u Ladislava Přenosila. Za své mimořádné výsledky obdržel roku 1935 Zvláštní medaili Ministerstva školství a národní osvěty. V letech 1936–1941 studoval na Uměleckoprůmyslové škole v Praze u prof. Josefa Drahoňovského. Kvůli nepříznivé finanční situaci své rodiny si přivydělával rytím skla a drahokamů a během prázdnin pracoval pro F. Boučka v Malé Skále. Po smrti prof. Drahoňovského dokončil studia roku 1941 ve speciální škole pro modelování a rytí skla u prof. Karla Štipla. Během studií byl roku 1938 stipendistou Obchodní komory a roku 1940 obdržel měsíční stipendium na praxi u firmy F. Bouček v Malé Skále.
Od roku 1941 byl pedagogem šperkařské školy v Turnově, kde učil kreslení a modelování rytce drahokamů a modelování rytce kovů, stříbrníky a brusiče drahokamů. Koncem války se podílel na ilegální činnosti proti okupantům. Byl členem revolučního národního výboru a spoluzakládal vesnickou organizaci KSČ v Malé Skále. Po únoru 1948 byl předsedou KSČ v Turnově a místopředsedou propagační organizace OV KSČ v Turnově. Podílel se na výzdobě pomníku rudoarmějců v Turnově a vytvořil pamětní desku obětem koncentračních táborů v Malé Skále (1951) a pamětní desku založení KSČ ve Frýdštejně (1956). Kvůli zhoršení zdravotního stavu se roku 1953 podrobil operaci v ÚVN v Praze.
Roku 1961 přešel z Turnova na Střední uměleckoprůmyslovou školu sklářskou v Železném Brodě jako profesor v oddělení broušeného skla a stal se zástupcem ředitele. V letech 1965–1966 byl ředitelem školy. Současně byl předsedou školní organizace KSČ a členem OV KSČ v Jablonci. Roku 1968 se musel podrobit další komplikované operaci v turnovské nemocnici.
Členem KSČ zůstal i po srpnové okupaci roku 1968. Roku 1970 prohlásil, že „politická práce byla hlavní náplní jeho života“. Pro Antonína Langhamera je tato veřejná Linkova činnost nepochopitelná a vysvětluje ji tím, že netoužil po uznání své umělecké práce nebo si málo věřil. V roce 1971 Linka obdržel pamětní medaili KSČ. V 70. letech modeloval plaketu "Za socialismus a za mír", navrhl Památník Sovětské armádě pro Český Dub a Pamětní desku k založení KSČ roku 1921 na Tanvaldsku. V 70. letech stál u zrodu výstav Výtvarné léto Maloskalska.
Zemřel 9. dubna 1976 v turnovské nemocnici.

### Ocenění
- 1935 Zvláštní medaile Ministerstva školství a národní osvěty za mimořádné školní výkony (SUPŠS Železný Brod)
- 1941 cena UMPRUM (1. za studijní výsledky, 2. v soutěži za umělecké předměty)
- 1965 Zlatá medaile za šperky, Jablonec 65, 1. cena za broušené sklo, Železný Brod
- 1975 3. cena za rytou vázu „Poděkování Sovětskému svazu“

## Dílo
Vladimír Linka se prosadil jako mimořádně talentovaný kreslíř, sochař a rytec skla už během studií na Uměleckoprůmyslové škole v Praze a za rok 1940 získal cenu UMPRUM. Vytvořil zde plasticky zdobené vázy jako dary pro činovníka Obce sokolské, pro ministra školství a veřejné osvěty nebo jako svatební dar. Prof. Štipl zejména oceňoval Linkův kruhový podnos o průměru 39 cm, zdobený soustředným figurálním motivem „Život“ (1944–1945), provedeným rytím do hloubky, který považoval za mimořádný výkon technický i umělecký. Ve válečných letech používal zejména motivy s významnou národní symbolikou – Babička Boženy Němcové, Smetanova Prodaná nevěsta, Dvořákova Rusalka, Erbenova Kytice, Loutkové hry Matěje Kopeckého, Národní písně, České pohádky, Advent Jarmily Glazarové, apod.
Roku 1952 vytvořil rytou vázu s motivem Bezručovy básně Maryčka Magdonova. Často zdobil náročnou mnohafigurovou rytinou i drobné vázičky, které ocenil jen obdarovaný. K nejpozoruhodnějším patří dvě vázičky s florálními a figurálními motivy na téma Jaro z roku 1957, tečkované diamantem a dotvořené na kamenářském strojku. I nadále pracoval s drahými kameny (Portrét matky, gema v záhnědě, Ryba, kamej v achátu) a z barevného nebo křišťálového skla vybrušoval drobné objekty, někdy doplněné rytinou.
Roku 1958 navrhl pedelovu hůl pro VU v Košicích a rektorské žezlo pro VŠS v Liberci, v letech 1959-1961 obálky a ilustrace pro regionální publikace Okresní lidové knihovny v Turnově.
Jako šperkař usiloval Vladimír Linka během pobytu v Turnově o nové výtvarné zhodnocení českých drahých kamenů, zejména kozákovských achátů. Zároveň pracoval se sklem, horským křišťálem, slonovinou, dřevem a dalšími materiály, kreslil a příležitostně sochařil. Je autorem několika pamětních desek (Frýdštejn, 1951, Malá Skála, Tanvald, 1975). Během války v letech 1942–1943 také ilustroval knihy (J. Erben, Kytice) a vytvořil několik rytých váz inspirovaných literárními díly. Roku 1944 vytvořil své nejproslulejší dílo – již zmíněný rytý talíř s mnohafigurovým reliéfem „Život“.

### Zastoupení ve sbírkách
- Uměleckoprůmyslové muzeum v Praze
- Moravská galerie v Brně[8]
- Muzeum skla a bižuterie v Jablonci nad Nisou
- Východočeské muzeum Pardubice
- Muzeum Českého ráje Turnov
- Severočeské muzeum Liberec

### Výstavy

#### Autorské
- 1971 výstavní síň Turnov (s J. Chourou)
- 1972 výstavní síň Turnov
- 1977 posmrtná výstava, Muzeum skla a bižuterie Jablonec nad Nisou

#### Kolektivní (výběr)
- 1941 posluchači UMPRUM
- 1941, 1943, 1945 Turnovské dílo, Muzeum Českého ráje Turnov
- 1947 Český šperk a drahokam, Muzeum Českého ráje Turnov
- 1949 Turnovské výstavní trhy
- 1957 České ryté sklo, Muzeum skla a bižuterie Jablonec nad Nisou
- 1959 Šperk a drahokam, Muzeum Českého ráje Turnov
- 1962 Mistři zítřka, Muzeum skla a bižuterie Jablonec nad Nisou
- 1963 Umělci sklu, Muzeum skla a bižuterie Jablonec nad Nisou
- 1965 Železný Brod českému sklu, Skl. škola Železný Brod
- 1968 1. Mezinárodní výstava bižuterie, Jablonec nad Nisou
- 1968 2. trienále řezaného skla, Moravská galerie v Brně
- 1970 50 let železnobrodské sklářské školy, SUPŠS Železný Brod
- 1972 1. výtvarné léto Maloskalska
- 1974 Výtvarní umělci pojizeří, Malá Skála
- 1976 Výtvarní umělci pojizeří, Malá Skála